# Bruay-la-Buissière
Bruay-la-Buissière település Franciaországban, Pas-de-Calais megyében. Lakosainak száma 21 997 fő (2022. január 1.). Bruay-la-Buissière Calonne-Ricouart, Divion, Gosnay, Haillicourt, Hesdigneul-lès-Béthune, Houdain, Labeuvrière, Lapugnoy és Marles-les-Mines községekkel határos.

## Népesség
A település népességének változása:
| Lakosok száma | 22 802 | 22 119 | 22 647 | 21 831 | 21 851 | 21 903 | 21 953 | 21 827 | 21 997 |
|               | 2013   | 2015   | 2016   | 2017   | 2018   | 2019   | 2020   | 2021   | 2022   |